# Russische Staatsuniversiteit Immanuel Kant

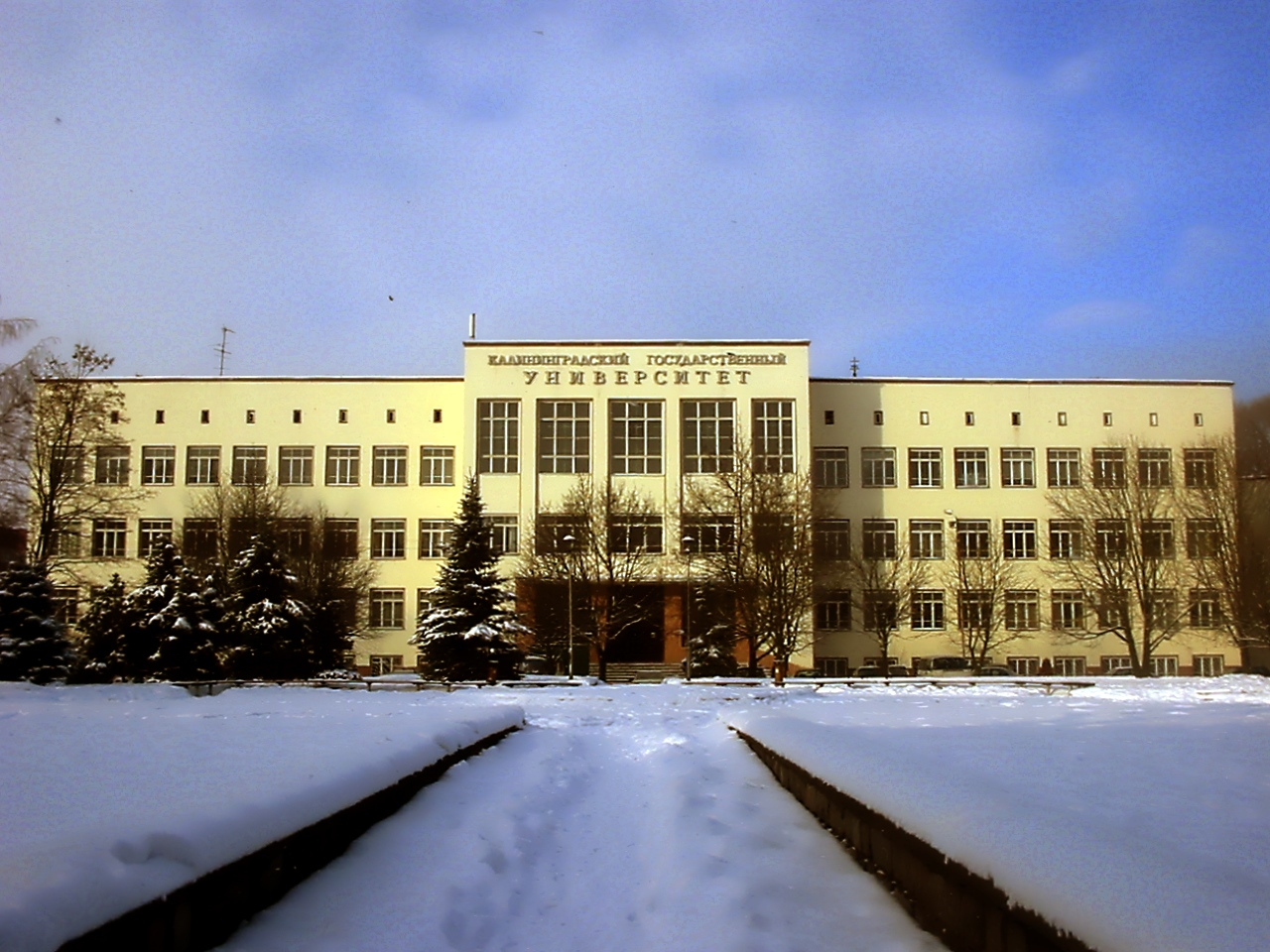
Het hoofdgebouw in 2004, nog zonder de naam van Kant

De Russische Staatsuniversiteit Immanuel Kant (Russisch: Российский государственный университет имени Иммануила Канта) is de universiteit van Kaliningrad.
De universiteit werd na de Tweede Wereldoorlog opgericht, nadat de stad in Sovjet-Russische handen was gekomen. De nieuwe universiteit werd gevestigd op de restanten van het universiteitsterrein van de Albertina, de Pruisische universiteit van Koningsbergen. De nieuwe universiteit vermeed elke verwijzing naar de vroegere Albertina in het kader van de russificering van het voormalige Oost-Pruisen.
Na de opheffing van de Sovjet-Unie in 1991 werd deze universiteit toch steeds meer gezien als de voortzetting van de vroegere Albertina mede doordat ze op het terrein van de oude Albertina staat en de overgebleven vooroorlogse gebouwen nog steeds dienstdoen. Ook heeft de universiteit, voor zover deze behouden zijn gebleven, de archieven, collecties en wetenschappelijke bibliotheken van de Albertina in haar eigen collecties opgenomen.
In 2005, ter gelegenheid van het 750-jarig bestaan van Koningsbergen/Kaliningrad, werd de universiteit in aanwezigheid van de Russische president Vladimir Poetin en de Duitse bondskanselier Gerhard Schröder omgedoopt tot de Russische Staatsuniversiteit Immanuel Kant, naar deze beroemdste professor van de Albertina. Op internet was de officiële domeinnaam van de universiteit, www.albertina.ru, ook een verwijzing naar de Albertina maar dit is sinds de naamswijziging www.kantiana.ru als verwijzing naar Kant.